# Mokrylas (województwo mazowieckie)
Mokrylas – wieś sołecka w Polsce położona w województwie mazowieckim, w powiecie ostrowskim, w gminie Wąsewo.
Wieś szlachecka Mokry Las położona była w drugiej połowie XVI wieku w powiecie ostrowskim ziemi nurskiej. W latach 1975–1998 miejscowość administracyjnie należała do województwa ostrołęckiego.
Wierni Kościoła rzymskokatolickiego należą do parafii Narodzenia Najświętszej Maryi Panny w Wąsewie.